# Florence (namn)

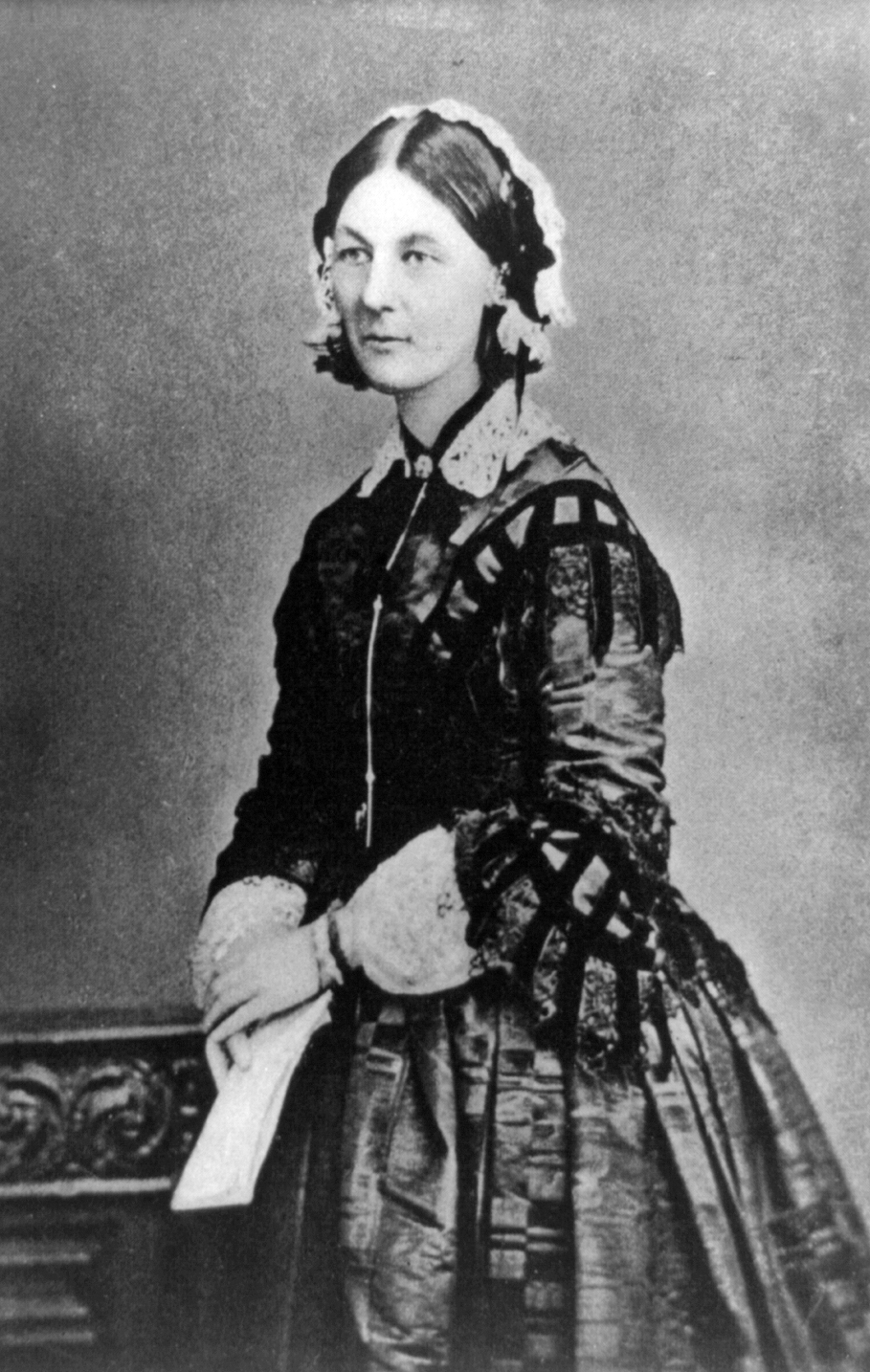
Florence Nightingale

Florence är en engelsk form av det latinska namnet Florentia som bildats av ordet flos (blomma). Det äldsta belägget i Sverige är från år 1669.
Den 31 december 2014 fanns det totalt 2 102 kvinnor folkbokförda i Sverige med namnet Florence, varav 679 bar det som tilltalsnamn.
Namnsdag: saknas (1986-1992: 20 juni, 1993-2000: 3 april)

## Personer med namnet Florence
- Florence Arthaud, fransk seglare
- Florence Ballard, amerikansk sångerska, en av de ursprungliga medlemmarna i The Supremes
- Florence Barclay, brittisk författare
- Florence Baverel-Robert, fransk skidskytt
- Florence Ekpo-Umoh, tysk friidrottare
- Florence Eldridge, amerikansk skådespelare
- Florence Foster Jenkins, amerikansk sångerska
- Florence Griffith Joyner, amerikansk friidrottare, världsrekordinnehavare på både 100 meter och 200 meter
- Florence Lawrence, kanadensisk skådespelare
- Florence Harding, amerikansk presidentfru, hustru till Warren G. Harding
- Florence Horsbrugh, brittisk politiker och fd minister
- Florence Masnada, fransk alpin skidåkare
- Florence Montgomery, brittisk författare
- Florence Nightingale, brittisk sjuksköterska
- Florence Parry Heide, amerikansk författare
- Florence Sabin, amerikansk medicinforskare
- Florence Stephens, svensk godsägare
- Florence Steurer, fransk alpin skidåkare
- Florence Welch, brittisk sångerska i bandet Florence and the Machine